# Amin al-Dawla Mirza Ali Khan
Amin al-Dawla Mirza Ali Khan (1844-1904) fou un alt oficial de la cort qajar de Pèrsia sota Nasir al-Din Shah (1848-1896) i gran visir sota Muzaffar al-Din Shah (1896-1907).
Va ocupar diversos càrrecs i va arribar a ministre de correspondència privada del xa el 1874 i va rebre el títol d'Amin al-Mulk; va ocupar altres càrrecs i va rebre el títol d'Amin al-Dawla el 1880. Fou considerat un polític liberal i reconegut fins i tot més tard durant la revolució constitucional.
El 1883 Mirza Ali Asghar Khan Amin al-Sultan va esdevenir wazir-e azam (primer ministre) i com que només tenia 25 anys Amin al-Dawla no li va donar suport, però a partir de 1896 es va establir un modus vivendi. El 1891 el xa va haver de cancel·lar el monopoli del tabac concedit als britànics sota pressió dels ulemes amb el suport dels elements liberals.
El 1896 va morir assassinat Nasir al-Din Shah i el va succeir Muzaffar al-Din Shah que va confirmar al primer ministre Amin al-Sultan però aviat va ascendir el príncep Abd al-Husayn Mirza Farmanfarma comandant en cap de l'exèrcit i ministre de guerra que va aconseguir la sortida del primer ministre i el seu propi autonomenament com a cap de l'executiu (sense càrrec) amb el suport dels ulemes. Finalment Amin al-Dawla fou nomenat primer ministre (març de 1897) encara que Farmanfarma romania en la direcció autoassignada del govern fins que en va aconseguir la dimissió el setembre de 1897.
Va provar d'aconseguir un emprèstit a França per finançar la hisenda i l'educació però no ho va aconseguir per l'oposició de Regne Unit i Rússia i va demanar el préstec al Banc Imperial de Pèrsia, de capital britànic, entregant com a garantia la duana de Bushire i la de Kermansah; uns mesos després va rebre el títol de gran visir (sadr-e azam); les seves reformes educatives tenien l'oposició dels ulemes i el seu rival Amin al-Sultan tenia el suport dels russos pel retorn al poder.
Finalment diversos cortesans van influir en el xa per cessar a Amin al-Dawla cosa que es va produir el 5 de juny de 1898; llavors es va retirar a la seva finca de Gilan. Va fer el pelegrinatge a la Meca (9 mesos) i va retornar per morir de malaltia el 8 de maig de 1904.